# Chasmanthera dependens
Chasmanthera dependens là một loài thực vật có hoa trong họ Biển bức cát. Loài này được Hochst. mô tả khoa học đầu tiên năm 1844.